# Даная (растение)
Даная (лат. Danaë) — монотипный род растений семейства Спаржевые (Asparagaceae), содержащий единственный вид Даная ветвистая (лат. Danae racemosa).

## Ботаническое описание
Вечнозелёный ветвистый полукустарничек 0,5—1 м высотой.
Корневище короткое, ползучее, горизонтальное, от него отходят длинные и толстые шнуровидные придаточные корни.
Ветви прямостоящие. Кладодии косо-продолговато-ланцетные, блестящие, 5—6(8,5) см длиной, 1,5—2 см шириной, заострённые.
Цветки двуполые, мелкие, белые, в числе 6—9, в верхушечных редких кистях, выходят из пазух верхних кладодиев; цветоножки чуть короче цветков; околоцветник мясистый, сростнолепестной, кувшинчатый, с маленькими дельтовидными одинаковой длины зубчиками; тычиночные нити в числе шести, сросшиеся в трубку, выставляющую из околоцветника двухгнёздные пыльники; завязь сидячая, не вполне трёхгнёздная; гнёзда с двумя семяпочками; столбик короткий; рыльце головчатое. Эмбриологические исследования цветков данаи, проведённые Г. Е. Капинос и С. Д. Гусейновой, показали, что они двуполые только на первом этапе, а затем функционируют как однополые. Соцветия с функционально женскими цветками отличаются от соцветий с функционально мужскими цветками более короткими кистями с меньшим числом цветков. В женском цветке рыльце находится на уровне пыльников или выше; пыльники существуют долго, хотя их пыльца стерильна. В мужских цветках рыльце короткое, завязь редуцирована или отсутствует вовсе. Цветёт в мае — июле.
Плод — шаровидная, крупная, красная ягода, с 1—2 семенами. Плодоносит в октябре.

## Распространение
Встречается от Южной Турции до Северного Ирана: Южная Турция, Северо-Западная Сирия, Юго-Восточное Закавказье (Астаринский, Ленкоранский, Лерикский, Габалинский, Исмаиллинский районы Азербайджана), Северный Иран.
В Сирии произрастает в горно-лесистой части; в Иране и Закавказье в лесной прикаспийской части; а также в отдельных местах самых южных склонов Главного Кавказского хребта. Даная характерна для Талышских лесов из дуба каштанолистного, где встречается до высоты 1200 м над уровнем моря, но изредка растёт и в низменных лесах. Чаще всего встречается по скалистым берегам речек, по тенистым обрывах с сочащейся водой.

## Охрана
Даная ветвистая внесена в Красную книгу Азербайджана как гирканский реликтовый сокращающийся вид. Охраняется на территории Гирканского национального парка.

## Практическое использование
Декоративный кустарник благодаря блестящим кладодиям и крупным красным ягодам, в культуре с 1713 года. Используется в озеленении на Черноморском побережье Кавказа, а также для изготовления венков, гирлянд.
Кладодии используются в народной медицине как слабительное в виде отвара, а также при простуде.

## Классификация

### Таксономия
|  |                  |  |                   |                                      |                       |  | ещё 58 порядков цветковых растений (согласно Системе APG III) | ещё 58 порядков цветковых растений (согласно Системе APG III) |                                            |  |  |  | ещё 5 подсемейств | ещё 5 подсемейств |                                      |  |  |  |  |
|  |                  |  |                   |                                      |                       |  | ещё 58 порядков цветковых растений (согласно Системе APG III) | ещё 58 порядков цветковых растений (согласно Системе APG III) |                                            |  |  |  | ещё 5 подсемейств | ещё 5 подсемейств | вид Даная ветвистая (Danae racemosa) |  |  |  |  |
|  |                  |  |                   | отдел Цветковые, или Покрытосеменные |                       |  |                                                               |                                                               | семейство Спаржевые                        |  |  |  |                   | род Даная         |                                      |  |  |  |  |
|  |                  |  |                   | отдел Цветковые, или Покрытосеменные |                       |  |                                                               |                                                               | семейство Спаржевые                        |  |  |  |                   | род Даная         |                                      |  |  |  |  |
|  | царство Растения |  |                   |                                      | порядок Спаржецветные |  |                                                               |                                                               | подсемейство Nolinoideae                   |  |  |  |                   |                   |                                      |  |  |  |  |
|  | царство Растения |  |                   |                                      |                       |  |                                                               |                                                               |                                            |  |  |  |                   |                   |                                      |  |  |  |  |
|  |                  |  | ещё 13-16 отделов | ещё 13-16 отделов                    |                       |  |                                                               | ещё 13 семейств (согласно Системе APG III)                    | ещё 13 семейств (согласно Системе APG III) |  |  |  | ещё 28 родов      | ещё 28 родов      |                                      |  |  |  |  |
|  |                  |  |                   | ещё 13-16 отделов                    |                       |  |                                                               |                                                               | ещё 13 семейств (согласно Системе APG III) |  |  |  |                   | ещё 28 родов      |                                      |  |  |  |  |